# 1394年
| 千纪： | 2千纪 |
| 世纪： | 13世纪 \| 14世纪 \| 15世纪                                                                                 |
| 年代： | 1360年代 \| 1370年代 \| 1380年代 \| 1390年代 \| 1400年代 \| 1410年代 \| 1420年代                           |
| 年份： | 1389年 \| 1390年 \| 1391年 \| 1392年 \| 1393年 \| 1394年 \| 1395年 \| 1396年 \| 1397年 \| 1398年 \| 1399年 |
| 纪年： | 甲戌年（狗年）；明洪武二十七年；越南光泰七年；日本明德五年，應永元年                                       |

## 大事记
- 9月17日——法国国王查理六世下令驱逐所有犹太人。
- 9月28日——對立教宗本篤十三世继位。
- 11月29日——李成桂將都城從開京遷移到了漢陽，并正式命名為漢城。
- 足利義滿辞幕府将军职，其子足利义持继任。
- 足利義滿就任太政大臣。
- 奥斯曼帝国围攻君士坦丁堡，这次围攻共持续了八年，直到巴耶济德一世在安卡拉之战中被帖木儿击败后才解围。
- 奥斯曼帝国占领色萨利。
- 額勒伯克繼任第20代蒙古大汗。

## 出生
- 2月1日——一休，日本和尚和诗人（逝世于1481年，87岁）
- 3月4日——恩里克，葡萄牙王子（逝世于1460年，66岁）
- 7月12日——足利义教，日本幕府将军（逝世于1441年，47岁）
- 11月24日——查理一世，奥尔良公爵，法国诗人（逝世于1465年，71岁）
- 12月10日——詹姆斯一世（苏格兰），苏格兰国王（逝世于1437年，43岁）

## 逝世
- 恩克汗，第19代蒙古大汗，卓里克圖汗也速迭兒之子。
- 约翰·霍克伍德，英裔意大利雇佣军长官（约出生于1320年至1323年，71-74岁）
- 6月3日——安妮，波希米亚公主，英国王后（出生于1366年，28岁）
- 6月4日——玛丽·德博亨，英王亨利四世之妻，亨利五世之母（约出生于1369年，25岁）
- 8月27日——长庆天皇，日本天皇（出生于1343年）
- 9月16日——克勉七世，對立教宗（出生于1342年，52岁）